# Districtul Hildesheim

Districtul Hildesheim este un district rural (Landkreis) situat în landul Saxonia Inferioară, Germania. 
1. 1 2 3  GeoNames